# Oaxacakolibri
Oaxacakolibri (Eupherusa cyanophrys) är en fågel i familjen kolibrier.

## Utseende och läte
Oaxacakolibrin är en 11 cm lång huvudsakligen grön kolibri Hanen är glittrande grön under med turkosfärgad hjässa och vit undergump. Armpennorna är rostfärgade och de yttre stjärtpennorna är vita. Honan har grön hjässa, vit fläck bakom ögat och grå örontäckare. Undersidan är grå, armpennorna inte lika roströda och de yttre stjärtpennorna har sotgröna kanter. Liknande helgröna beryllkolibrin har rostfärgad stjärt och röd undre näbbhalva, men saknar den blåfärgade hjässan. Lätena består av sträva tjippande toner medan sången är ryckig.

## Utbredning och systematik
Fågeln förekommer i bergsområden i delstaten Oaxaca i södra Mexiko (södra Sierra Madre del Sur). Den behandlas som monotypisk, det vill säga att den inte delas in i några underarter.

## Status
IUCN kategoriserar arten som starkt hotad.